# Karlův most

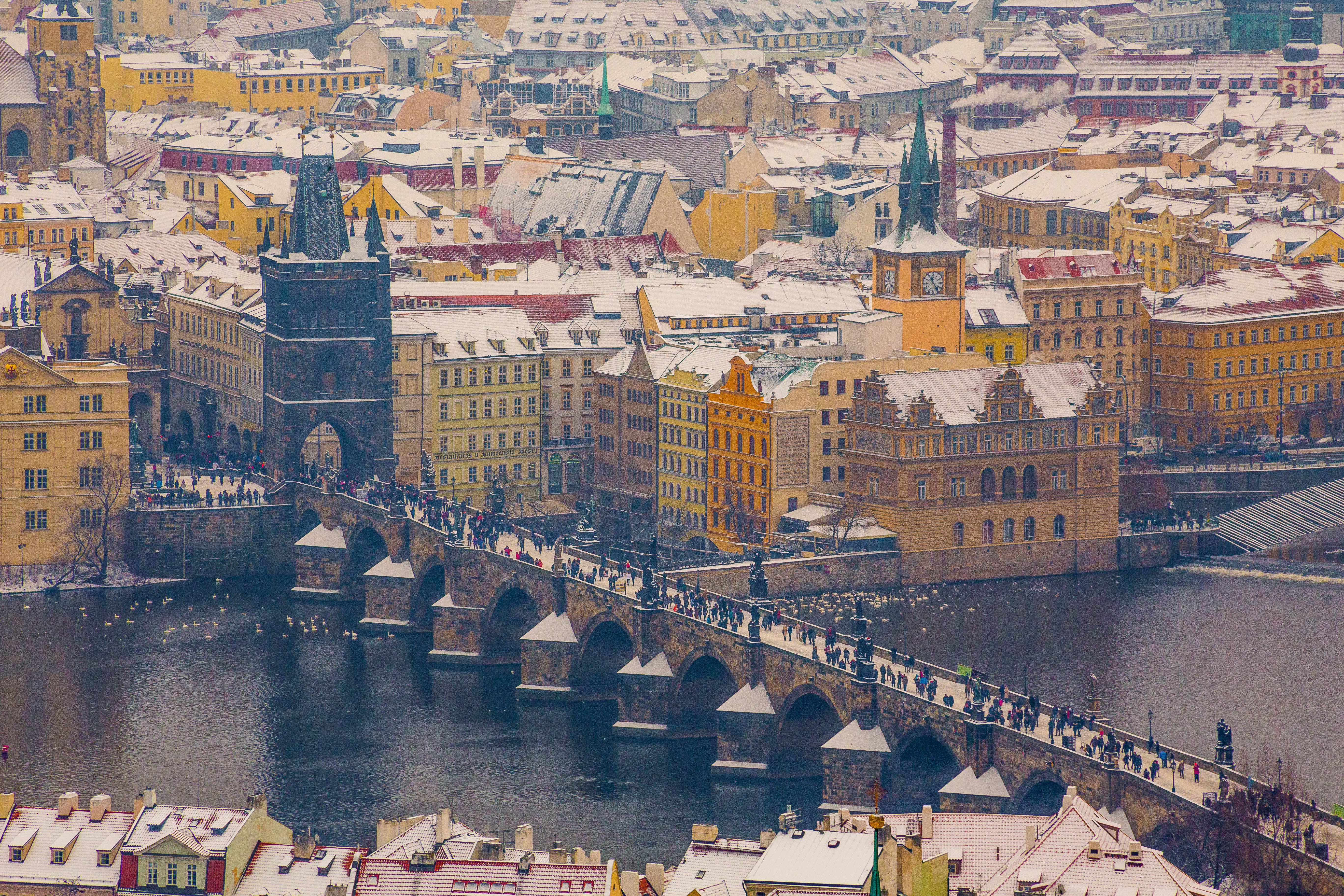
Staroměstská část Karlova mostu

Karlův most (německy  Karlsbrücke, původně Kamenný most) je nejstarší stojící most přes řeku Vltavu v Praze a druhý nejstarší dochovaný most v Česku. Po pražském mostě Juditině, kamenném mostě v Písku a mostě v Roudnici nad Labem jde v Čechách v pořadí o čtvrtou kamennou mostní stavbu.
Karlův most nahradil předchozí Juditin most, stržený roku 1342 při jarním tání ledů. Stavba nového mostu začala v roce 1357 pod záštitou krále Karla IV. a byla dokončena v roce 1402.  Praha se i díky kamennému mostu stala významnou zastávkou na evropských obchodních stezkách.
Od konce 17. století bylo na most postupně umístěno 30 převážně barokních soch a sousoší. Původně se mu říkalo jen „kamenný“ nebo „pražský“. Název „Karlův most“ se vžil až kolem roku 1870; jako první toto označení použil pražský nakladatel, spisovatel a mědirytec Joseph Rudl v monografii s názvem Die Berühmte Karls-Brücke und ihre Statuen, mit einem kurzen Anhange: Die Franzens-Ketten-Brücke.
Po mostě vede historická královská cesta.

## Popis
Karlův most spojuje Staré Město s Malou Stranou. Je 515,76 m dlouhý a 9,40 až 9,50 m široký; vozovka se nachází 13 m nad normální hladinou. Tvoří ho šestnáct oblouků s rozponem mezi 16,62 m (staroměstský břeh) až 23,38 m. Most je třikrát zalomen a proti proudu nepatrně vypouklý. Založen byl podle tehdejší stavební praxe na kamenech opracovaných do tvaru mlýnských kamenů, pravděpodobně podložených rošty z dubových pilot.
Je doplněn třemi věžemi: větší a menší Malostranskou mosteckou věží na Malé Straně a Staroměstskou mosteckou věží na straně Starého Města. Tato věž však nestojí na krajní opěře mostu, jak je u mostních věží obvyklé, ale na prvním vnitřním pilíři. Staroměstská opěra mostu je dnes zabudována ve sklepích domu čp. 193.
Na návodní straně mostu jsou zřízeny dřevěné ledolamy.

### Sochy a sousoší
Harmonické spojení monumentální středověké architektury s výzdobou třiceti převážně vrcholně barokních soch a sousoší vytváří působivý celek, který reprezentuje dvě slavná období českého umění.
Na místě dnešního Ukřižování byl kříž již od dob Karla IV. V době kolem roku 1500 proti němu stála boží muka a socha Bruncvíka na zhlaví pilíře na Kampě označovala oblast staroměstského práva. Sochařská výzdoba se však původně soustředila hlavně na věže, zejména Staroměstskou. Socha Jana Nepomuckého, první ze slavné barokní sochařské výzdoby mostu, vztyčená v upomínku na jeho svržení z mostu z roku 1693, tedy z doby, kdy se kult světce teprve rodil, se stala vzorem pro většinu z jeho nesčetných vyobrazení. Poté na most přibyly další sochy a sousoší financované různými donátory, především v úzkém rozmezí let 1707 až 1714, kdy byla na most osazena většina soch a sousoší, která zaplnila zbývající volné pilíře. Jedná se o reprezentativní díla řady známých českých vrcholně barokních sochařů; k nejhodnotnějším patří sv. Luitgarda Matyáše Bernarda Brauna a celá řada děl Ferdinanda Maxmiliána Brokoffa.
K další, výraznější proměně výzdoby mostu došlo kolem poloviny 19. století, kdy menší část barokních soch částečně kvůli jejich technickému stavu nahradila klasicistně statičtější díla Josefa a Emanuela Maxe, bližší dobovému vkusu. Škody způsobené povodní v roce 1890 a zhoršující se stav barokních děl z pískovce s omezenou životností vedly k tomu, že se od počátku 20. století na most pozvolna osazují kopie. Snesené originály soch a sousoší z Karlova mostu jsou uloženy hlavně v Lapidáriu na pražském Výstavišti a v sálu Gorlice na Vyšehradě.

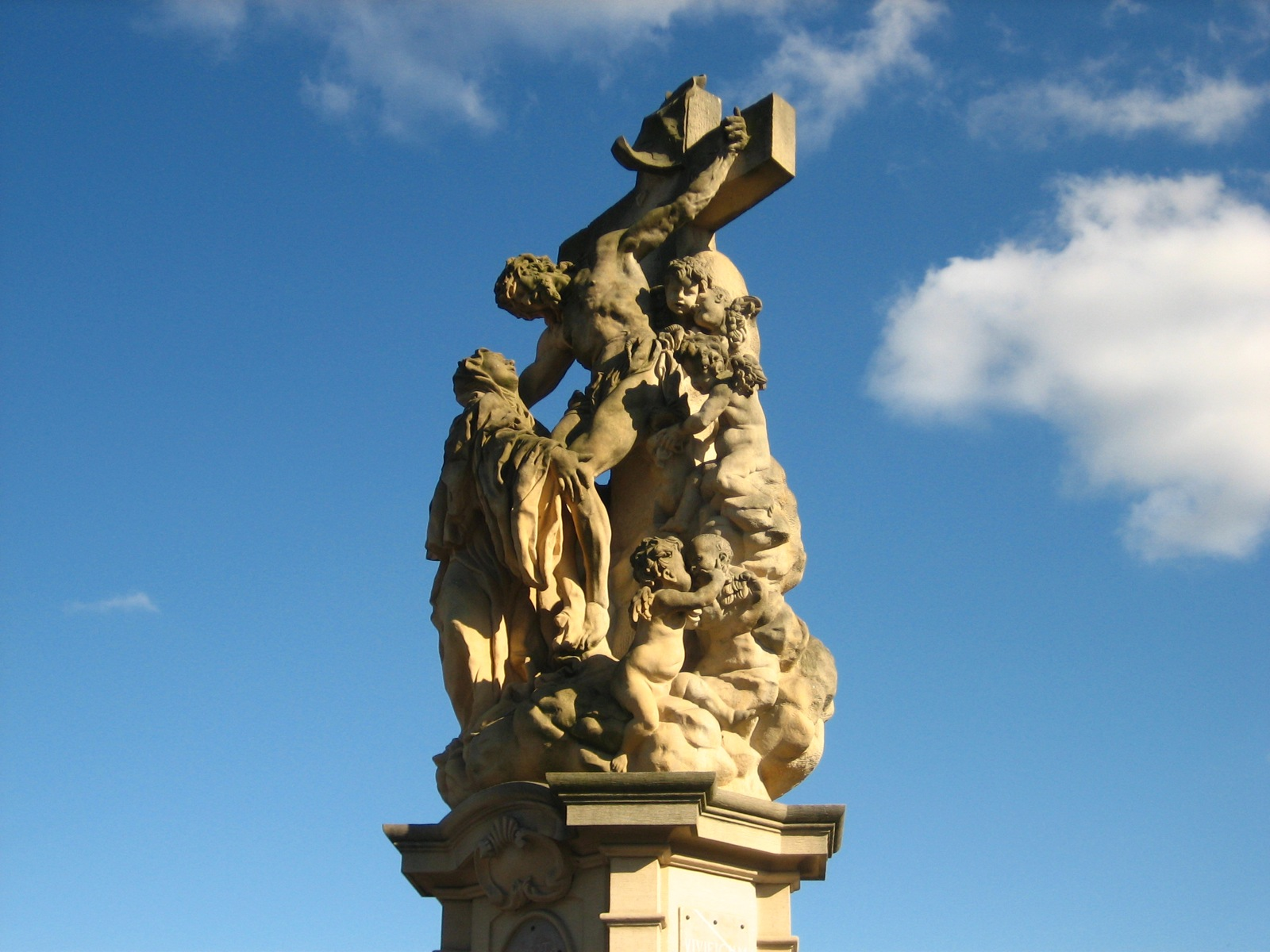
Braunova sv. Luitgarda
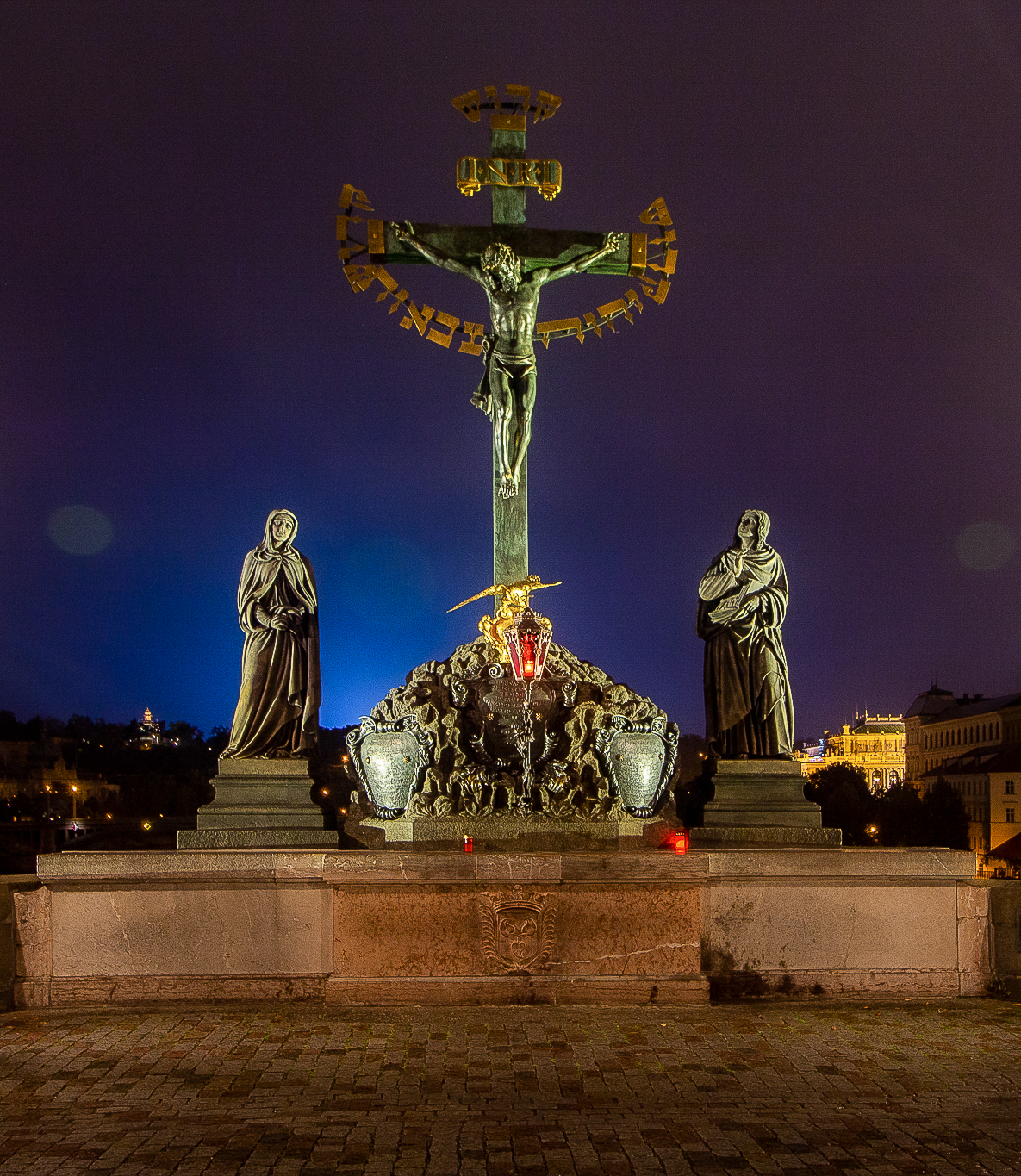
Kalvárie na Karlově mostě
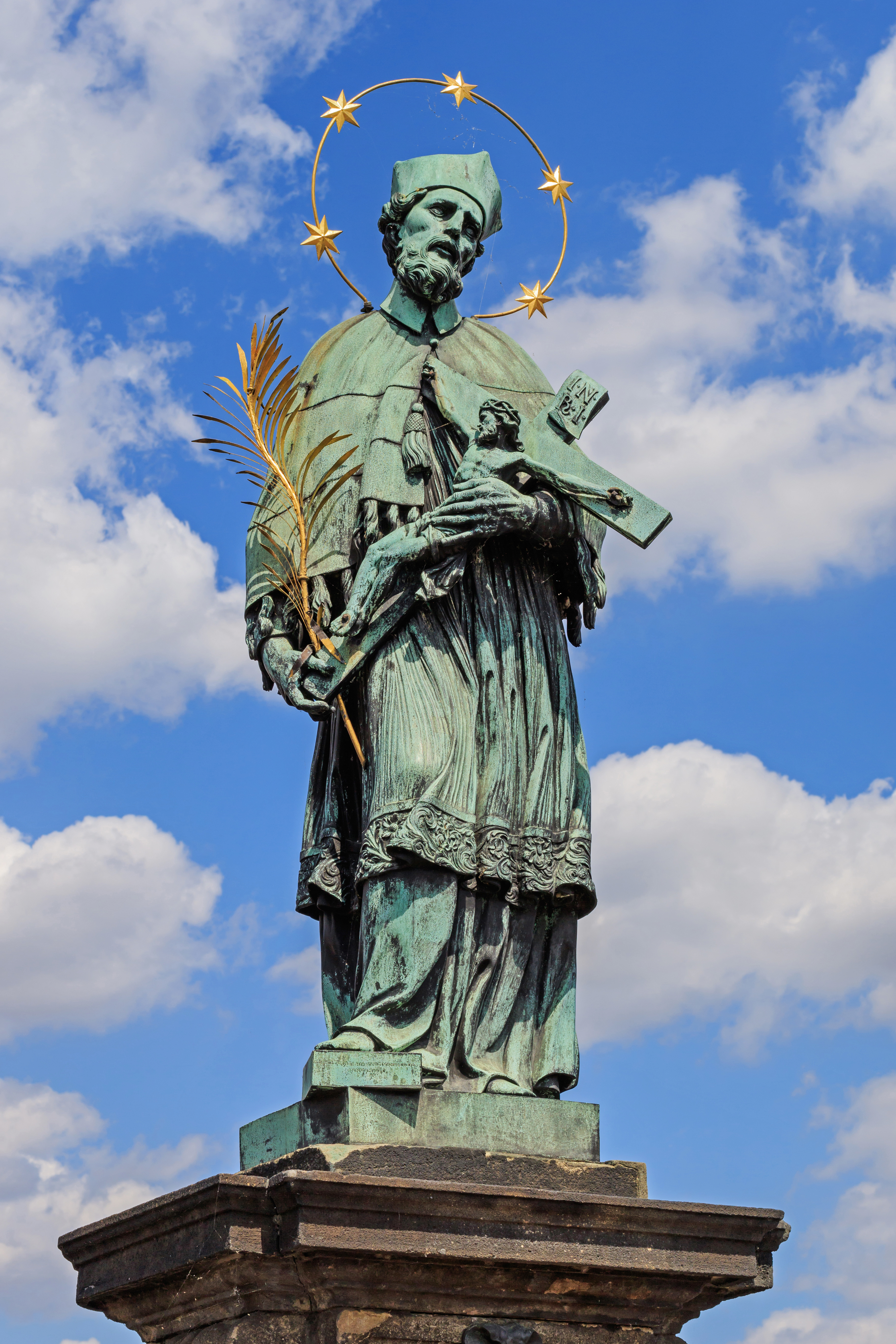
Socha sv. Jana Nepomuckého

## Dějiny stavby

### Předchůdci Karlova mostu
Už od pravěku lidé přecházeli řeku Vltavu na území nynějšího centra Prahy přes několik brodů. Jeden z nich se táhl od paty Mánesova mostu na Starém Městě (Náměstí Jana Palacha) šikmo na druhou stranu k Hergetově cihelně. Na základě dvou ojedinělých zmínek v písemných pramenech se uvažuje i o existenci dřevěného mostu pravděpodobně situovaného buď do oblasti tohoto brodu, nebo jižněji, na místo, kde stojí Karlův most. První pražský kamenný most nechal vybudovat král Vladislav II.; dokončili ho v  roce 1172 a dostal jméno po králově manželce Juditě. Toto dílo zničila povodeň 3. února 1342.
Po stržení Juditina mostu sloužilo Pražanům dřevěné mostní provizorium. Přes řeku se na stejném místě dalo přepravit loďkou.

### Založení mostu
Příprava stavby mostu si vyžádala delší čas, bylo nutno vypracovat plány, shromáždit finance, zajistit stavební kámen i vyřešit zakládání pilířů v řece. Stavební práce tedy započaly až 15 let po zboření Juditina mostu.
Kronikář Beneš Krabice z Veitmile jako poslední informaci k roku 1357 píše, že „císař položil základní neboli první kámen v základu nového mostu na břehu blízko kláštera svatého Klimenta“. Přesnější datum Beneš Krabice neuvádí. Den 9. červenec 1358 nalezneme později u kronikáře Prokopa Lupáče, jde ovšem o tvrzení mnohem pozdější (o 3 století) a bez zdůvodnění. Kroniky se tedy neshodnou na roce založení mostu. Rok 1358 v originále Lupáčovy kroniky je již přes 100 let zaměňován za rok 1357.
Jistí historici předpokládají datum založení na svátek zemského patrona sv. Víta 15. června. Neuvádí jej ale žádný historický pramen. Podle záznamů v tuto dobu císař pobýval na Pražském hradě a mohl tedy teoreticky most založit.[zdroj?] Data založení jiných významných staveb, například Univerzity Karlovy, se svátky světců nesouvisí.
Astronom Zdeněk Horský roku 1979 vytvořil spekulativní hypotézu o datu 9. července 1357, v 5 hodin a 31 minut. Podle jeho představy prý tomuto datu odpovídala „příznivá“ astrologická konstelace (konjunkce Slunce se Saturnem). Současně takové datum odpovídá sledu lichých čísel od jedné do devíti a zpět (palindrom), tedy 1–3–5–7–9–7–5–3–1. Časopis Dějiny a současnost označil tuto hypotézu za zajímavou, ale ničím nedoloženou. Je třeba upozornit, že tehdy platil juliánský kalendář a používala se římská datace (šlo by o den v měsíci zvaný „VII Idus“, takže palindrom z arabských číslic nedává historicky smysl). Měření minut je záležitost mnohem pozdější (minutová ručička tehdy neexistovala). Navíc, jak je uvedeno výše, historický pramen neuvádí datum 9.7.1357, ale datum 9.7.1358.

### Budování mostu
Při stavbě Karlova mostu (v té době nesl název Kamenný most) se stavitelé pokoušeli vyvarovat chyb, kterými trpěl starší most Juditin. Karlův most má proto méně oblouků, je vyšší a jeho pilíře založili hlouběji, 2,4 m pod úrovní říčního dna. Jak se však později ukázalo, ani to nebylo dost. Kdyby pilíře (optimálně) spočívaly na skalním podloží, stabilitu mostu by to podstatně zvýšilo. Ovšem toto řešení výrazně překračovalo technické možnosti jeho středověkých stavitelů, protože skála leží až 9 m pod úrovní říčního dna.

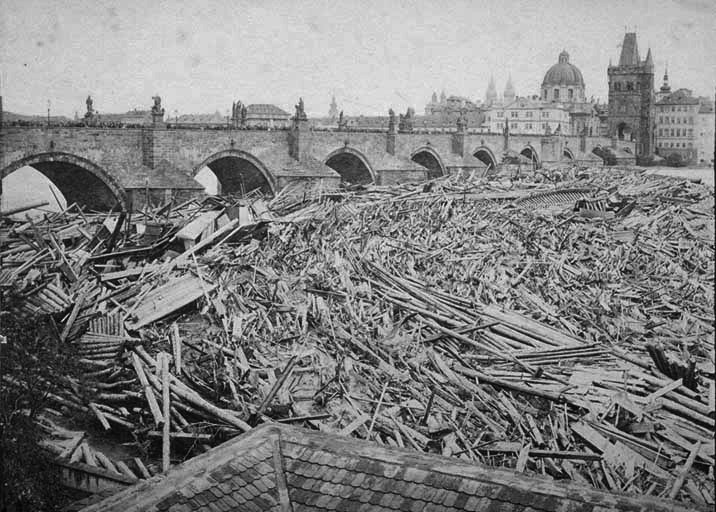
Povodeň v roce 1872 (foto František Fridrich)

Pilíře byly zakládány v jímkách z řad kůlů a hlinité výplně. Z jímky poté vyčerpali vodu a podloží vyztužili pomocí dřevěných pilot zaražených beranidlem. Na dno potom uložili dřevěný základový rošt sestavený zřejmě z dubových trámů a fošen a pak fixovaný pomocí velkých kulatých („mlýnských“) kamenů, navzájem spojených kovanými kramlemi.
Plány mostu pravděpodobně připravil Matyáš z Arrasu a předlohou mu byl Avignonský most. Za stavitele byl dlouhou dobu považován Petr Parléř ze Švábského Gmündu. V roce 2007 byla však publikována hypotéza, podle níž by mohl být projektantem a prvním stavitelem mostu kameník a pražský měšťan Oto, zvaný též Otlin.
Stavba mostu byla dokončena až na začátku 15. století. V roce 1406 se lze setkat již se záznamy, které se o „novém kamenném mostě“ zmiňují.
Podle legendy se při stavbě do malty přidávala vajíčka. V roce 2008 se při rozboru původní malty mělo prokázat, zda je tato legenda pravdivá.  Počátkem roku 2010 však vědci z Vysoké školy chemicko-technologické oznámili, že vejce na stavbu použita nebyla.
Tato velice nákladná stavba České království značně finančně vyčerpávala, proto byly dokonce v kostelích pořádány sbírky. Po otevření mostu se za průjezd či přechod platilo mýtné, které se v průběhu let měnilo. V roce 1816 bylo „mostní clo“ zrušeno.

### Další historie

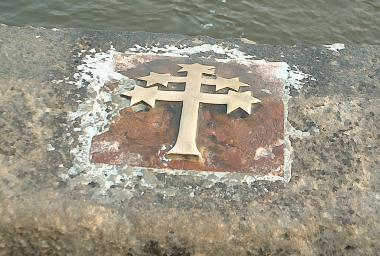
Křížek na údajném místě svržení těla Jana Nepomuckého

V roce 1393 dal Václav IV. do řeky svrhnout tělo umučeného generálního vikáře Jana Nepomuckého. Na místě, kde k tomu údajně došlo, se v kamenném zábradlí nachází kovový křížek.
Most sloužil městu nejen jako významná dopravní tepna, ale i jako centrum obchodu. Z obou stran mostu (jak staroměstské, tak malostranské) byl proto do jisté délky zastavěn obchůdky a krámy. Živnosti měli na mostě např. uzenáři, hřebenáři či koláčníci. Poslední krámky byly odtamtud odstraněny v roce 1828. Po roce 1990 mohou provozovat živnost na mostě výtvarníci, fotografové a hudebníci vybíraní Sdružením výtvarníků Karlova mostu, které dostává prostor na základě pravidelných výběrových řízení.

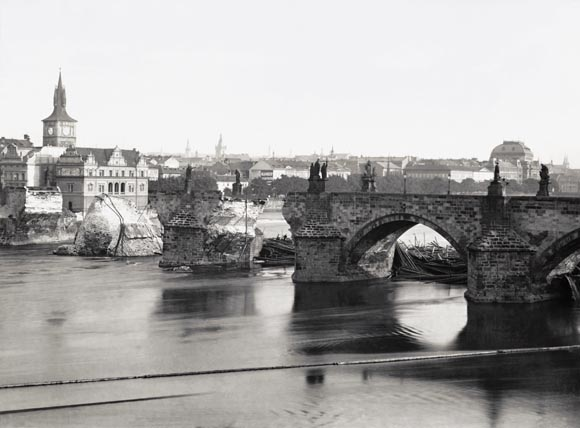
Poškozený most v září 1890

Mnohokrát byl most ohrožován povodněmi, a to již v průběhu stavby: došlo k tomu v letech 1359, 1367, 1370, 1373 a 1374. V červenci 1432 veliká povodeň zaplavila značnou část Starého Města a zbořila 5 mostních pilířů. Most poté opravovali až do roku 1503, tedy celých 71 let. Další povodně jej ohrožovaly v letech 1655, 1784, 1845, 1872 a 1890. Války tělesu mostu příliš neublížily, při obléhání švédskými vojsky v 17. století ale byly poničeny sochy a Staroměstská mostecká věž.

### Povodeň 1784
Při povodni v únoru 1784 stržené vory a ledy ucpaly oblouky mostu a voda podemlela pilíře. Zřítilo se přední zhlaví pilíře, na němž stála vojenská strážnice. Celkem šest mostních pilířů bylo silně poškozeno.

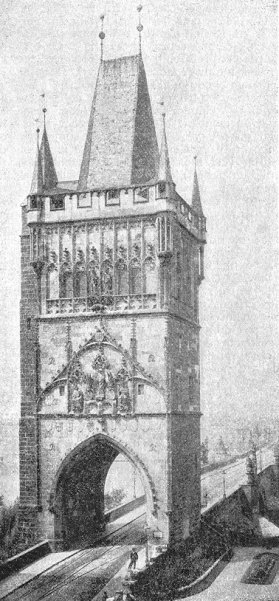
Most v roce 1903 s tratí koňky

Rekonstrukční práce vedl inženýr Franz Herget spolu s navigačním stavebním ředitelem Františkem Traxalem. Po odstranění porušeného zdiva byly základy zpevněny novými piloty, které byly do dna zatloukány ručními beranidly. Na piloty byl nasazen dřevěný rošt a na něj pokládány mlýnské kameny.

### Povodeň 1890
Při povodni v září 1890 protrhly most klády z utržených vorů, které se o Karlův most zarazily a bily do jeho pilířů. Hladina řeky stoupla o 2,5 až 3 metry. Dne 4. září o půl šesté ráno se zřítily dva oblouky mostu; poškozeny byly tři pilíře (podemleté vodou) a do vody spadly dvě sochy zdobící most, sv. Ignáce z Loyoly a sv. Františka Xaverského od F. M. Brokoffa. Jednalo se o nebývale velké poškození, které pro život v Praze představovalo problém, neboť most byl důležitou dopravní spojnicí. O události se mluvilo jako o nejhorší katastrofě od vyhoření Národního divadla.
Po opadnutí vody byl o posouzení rozsahu škod a návrh řešení požádán architekt Josef Hlávka. Ten společně s vídeňským profesorem Franzem von Ržihou navrhl opravu, která pak byla provedena. Po následující dva roky chybějící části nahrazovala dřevěná konstrukce, která ze severní strany mostu obcházela zbořený úsek; nepoškozené konce mostu nadále sloužily. Při opravě již byla použita nová metoda: pilíře se zakládaly na železných kesonech. Při opravě se uvažovalo i o tom, že tři zřícené klenby budou nahrazeny dvěma, aby se průtok vody usnadnil. Nakonec však zvítězila zásada zachování původní podoby mostu, nové pilíře vybudovali jen nepatrně užší. Obnova zřícené části mostu byla dokončena 19. listopadu 1892. Utopené sochy přičiněním J. Hlávky z Vltavy vyzvedli v roce 1901.
V dalších letech (1902–1904) se původní pilíře postupně zpevňovaly menšími kesonovými věnci, spuštěnými kolem základů.

### Generální oprava 1965–1978
Stavební průzkum v letech 1966–1967 ukázal, že most ohrožují zejména trhlinky, jimiž vnikala do konstrukcí dešťová voda se solí ze zimních posypů vozovky. Rozevírání mostu mělo proto být zastaveno soustavou kotev, po délce byla vložena železobetonová deska se sítí táhel. Teplotní změny a pronikání vody měly být omezeny vrstvami izolací.
V celém plášti byly vyměněny poškozené pískovcové kvádry. Předchozí asfaltový povrch, zřízený ve 20. letech 20. století, nahradily štípané pásky žuly. Most byl od dokončení rekonstrukce vyhrazen pouze pro pěší. Náklad na celkovou opravu činil asi 50 milionů korun.
Většina pískovcových kvádrů již v dnešní době není původních, tedy ze 14. a 15. století. Vyměněné kvádříky jsou šedé nebo jasně žluté. Původní kameny jsou pak na povrchu silně erodované a některé z nich nesou na povrchu kamenické značky (např. pilíř v korytu Čertovky, třetí pilíř na straně Starého Města).

### Diskuse o nové opravě mostu

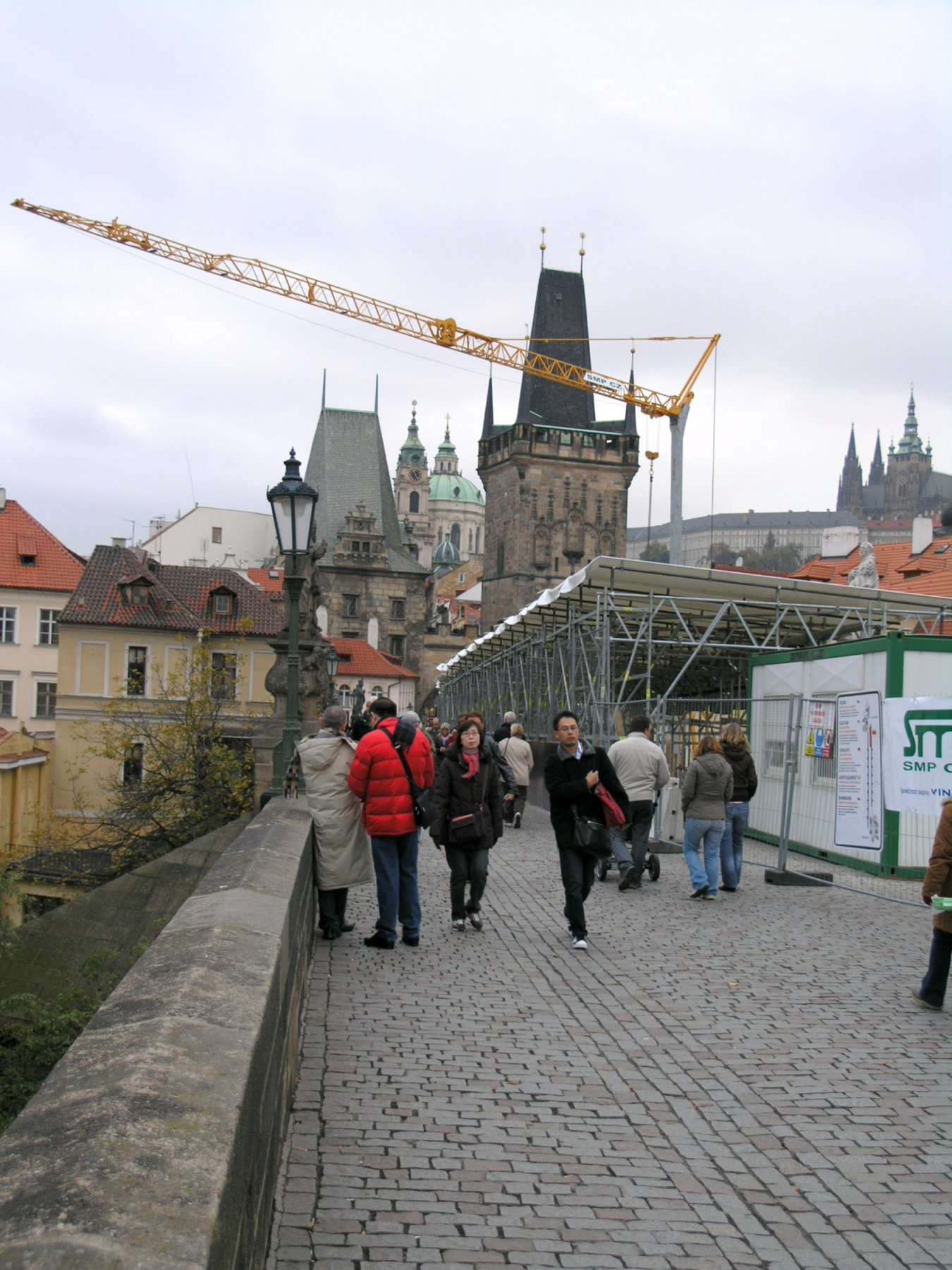
Rekonstrukce Karlova mostu (2007)

Asi od roku 2001 se v odborných kruzích i široké veřejnosti vedla debata o dalších opravách mostu. Předchozí generální oprava působila problémy. Hydroizolace pod dlažbou místy neplnila svou úlohu a nezabránila průsaku srážkové vody do konstrukce. Druhou diskutovanou otázkou byla funkce železobetonové desky, která měla plnit stabilizační funkci pro konstrukci mostu, omezovat možnost protržení oblouků při nebezpečných povodních, spínat poprsní zdi a sloužit jako podklad pro izolační vrstvy. Ostré spory o budoucnost této desky (v úvahu přicházely varianty: ponechat, rozřezat na části, či zcela odstranit) utlumila až stoletá voda v roce 2002, kterou most přestál bez viditelného poškození.
V letech 2004–2005 byl spor konečně uzavřen a stanoven časový program realizace stavby. Roky 2005 a 2006 měly být věnovány dopracování průzkumů a shromáždění kompletní dokumentace. V roce 2006 byly také první dva pilíře (osmý a devátý z malostranské strany) ukotveny do betonových sarkofágů.
Oprava horní stavby začala 20. srpna 2007 a 12. listopadu 2010 byla stavba kolaudována. Most se opravoval po částech a za provozu, zůstával zachován čtyřmetrový koridor přístupný veřejnosti. Během oprav byla zjištěna některá dosud neznámá fakta o historii mostu.
Památková inspekce v listopadu 2008 upozornila na výrazná pochybení: při opravě byla zásadně dotčena nenahraditelná estetická a výtvarná hodnota mostu. Inspekce kritizovala hlavně nekoncepční a nedbalou opravu zábradlí: „Výběr kamenů k vyřazení byl prováděn nekoncepčně, bez podmínek stanovených orgánem státní památkové péče a ve značném rozsahu. Počet vyřazených kamenných kvádrů výrazně přesáhl množství zjištěné diagnostickým průzkumem“.
V druhé etapě se po dobu pěti až deseti let mají opravovat mostní oblouky. Jedním z nejdůležitějších bodů před samotným započetím rekonstrukce je výběr vhodné lokality pro těžbu pískovce.
Začátek dalších oprav byl naplánován na červen roku 2019, opravy by měly trvat kolem dvaceti let.

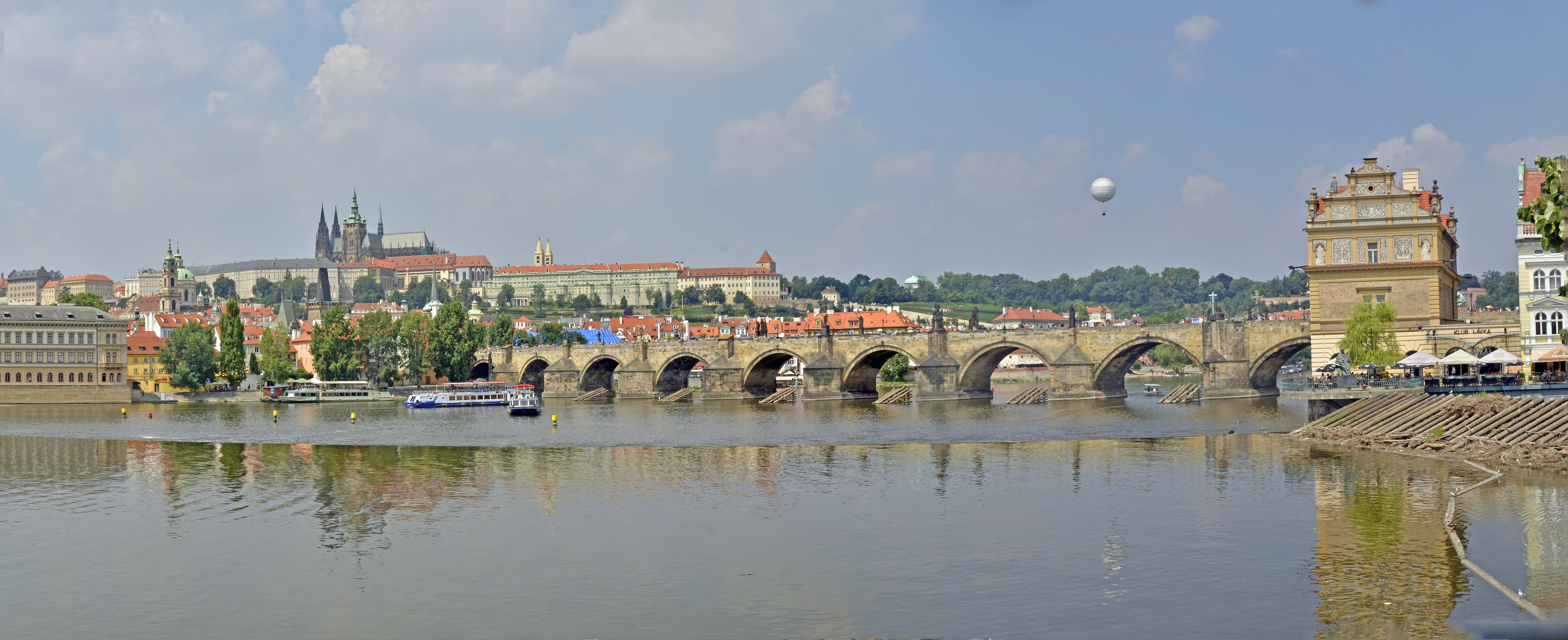
Karlův most (panorama)
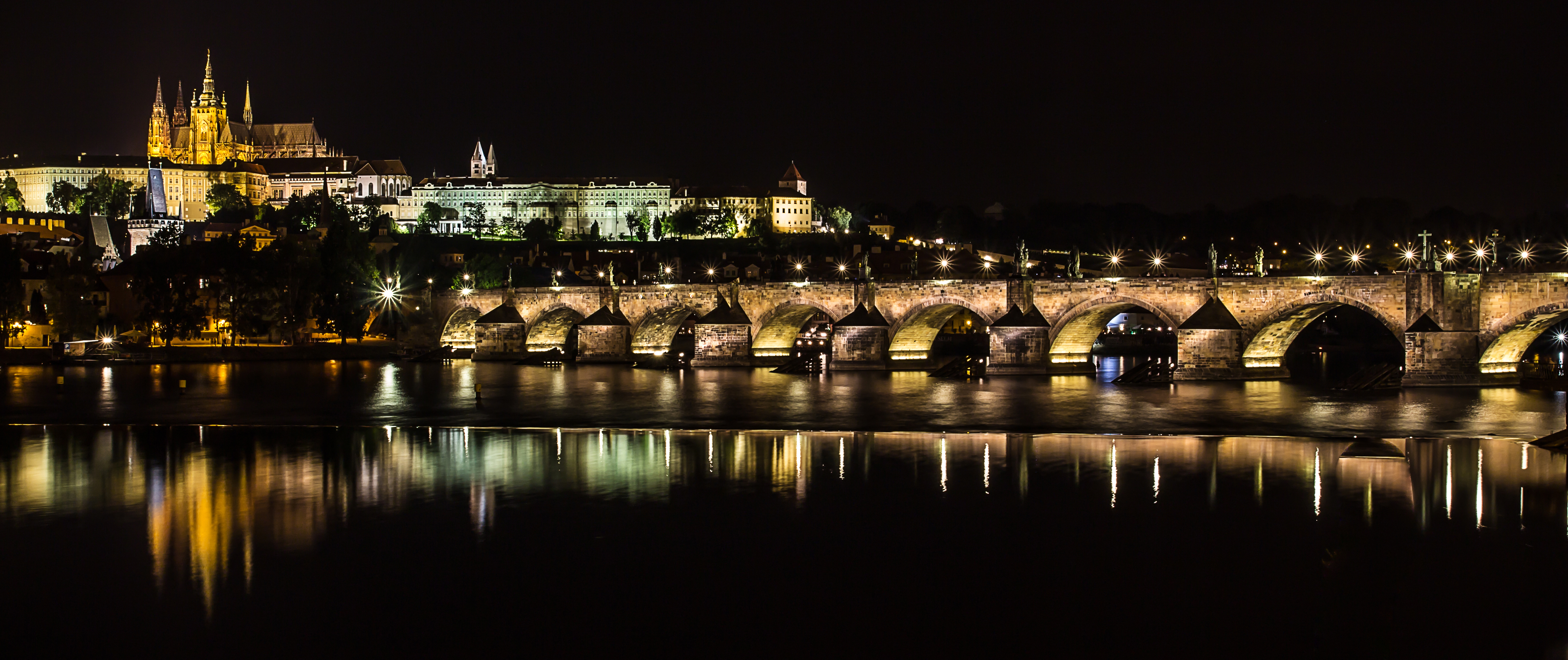
Karlův most v noci (panorama)
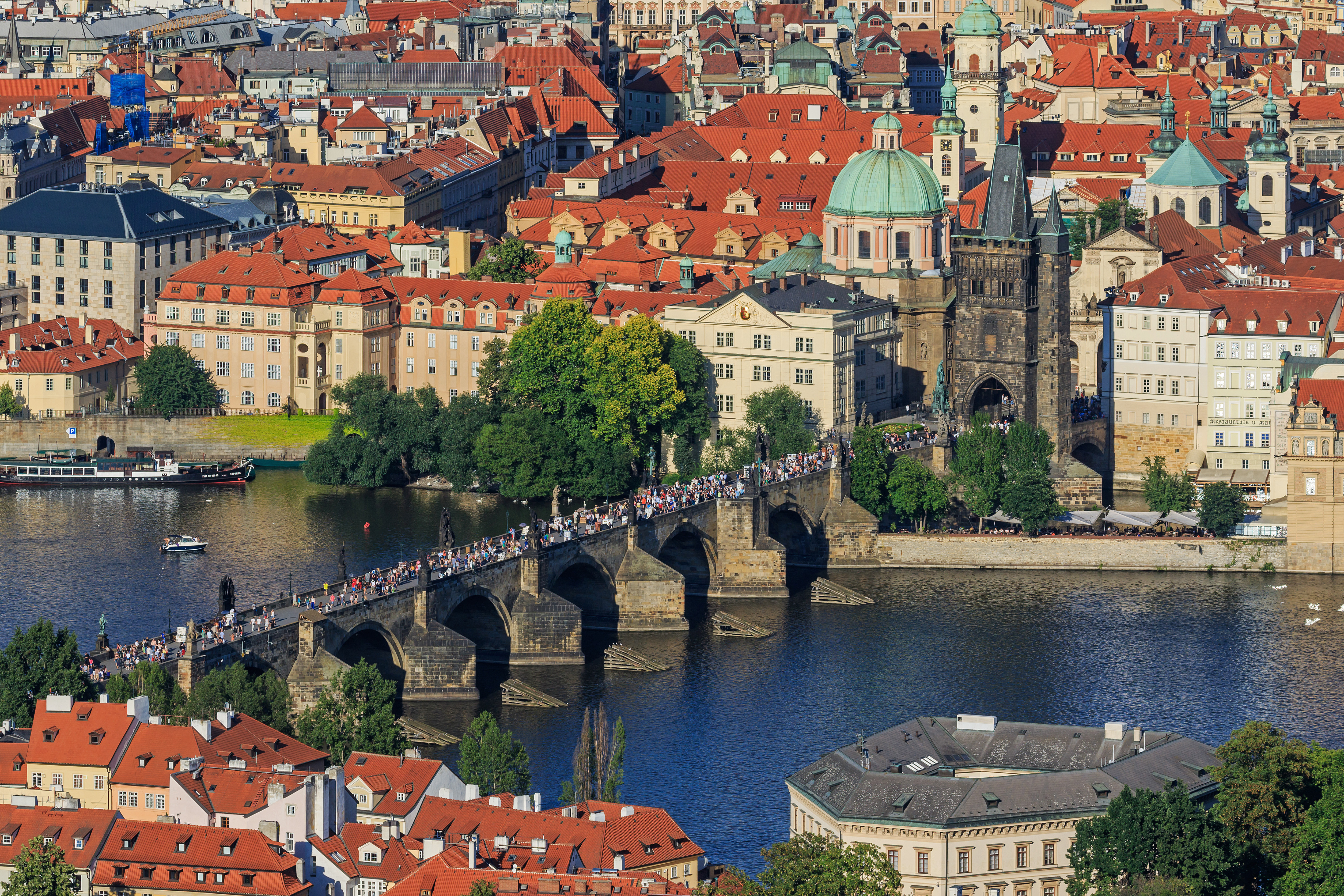
Karlův most, pohled z Petřínské rozhledny
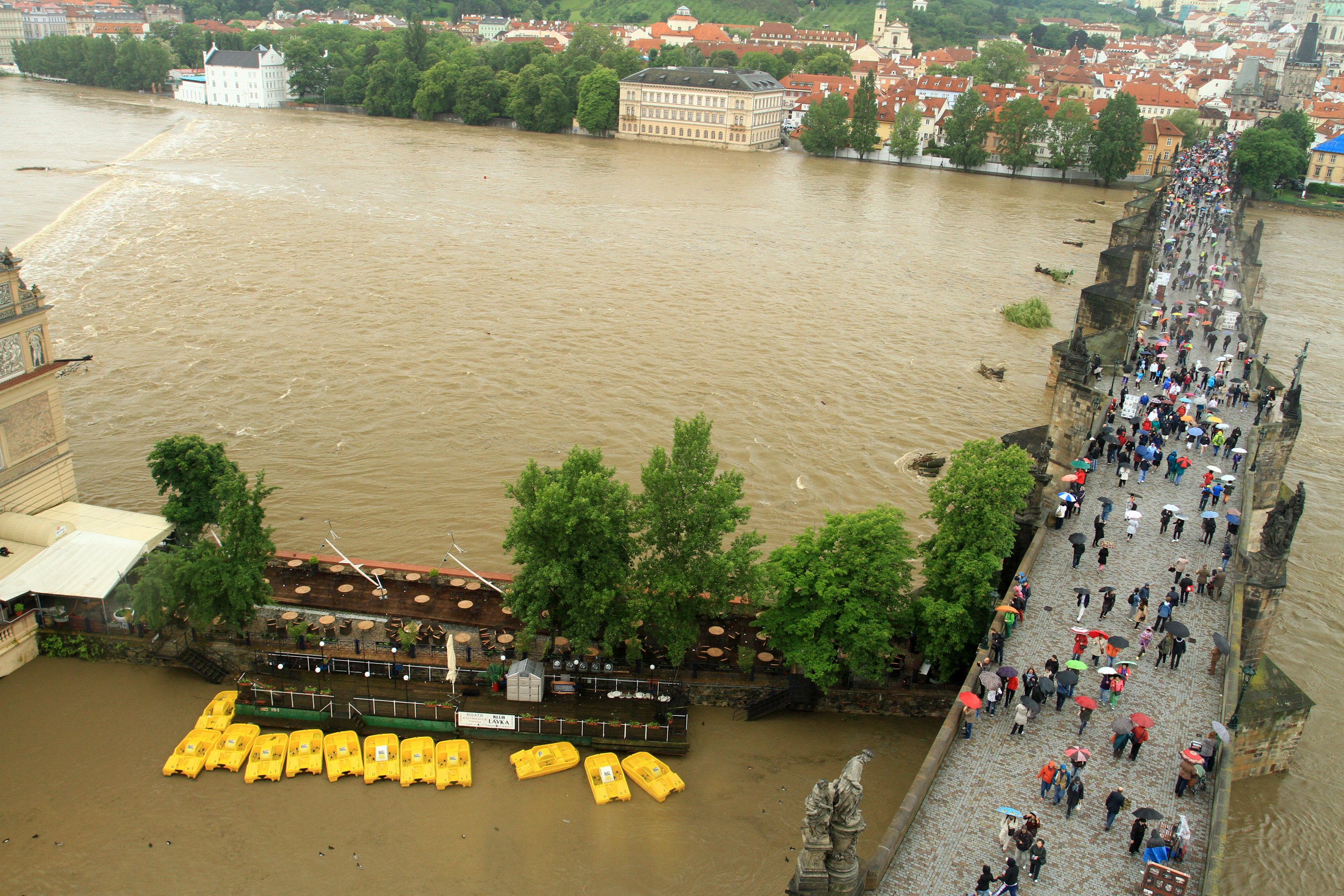
Karlův most v době povodní v roce 2013
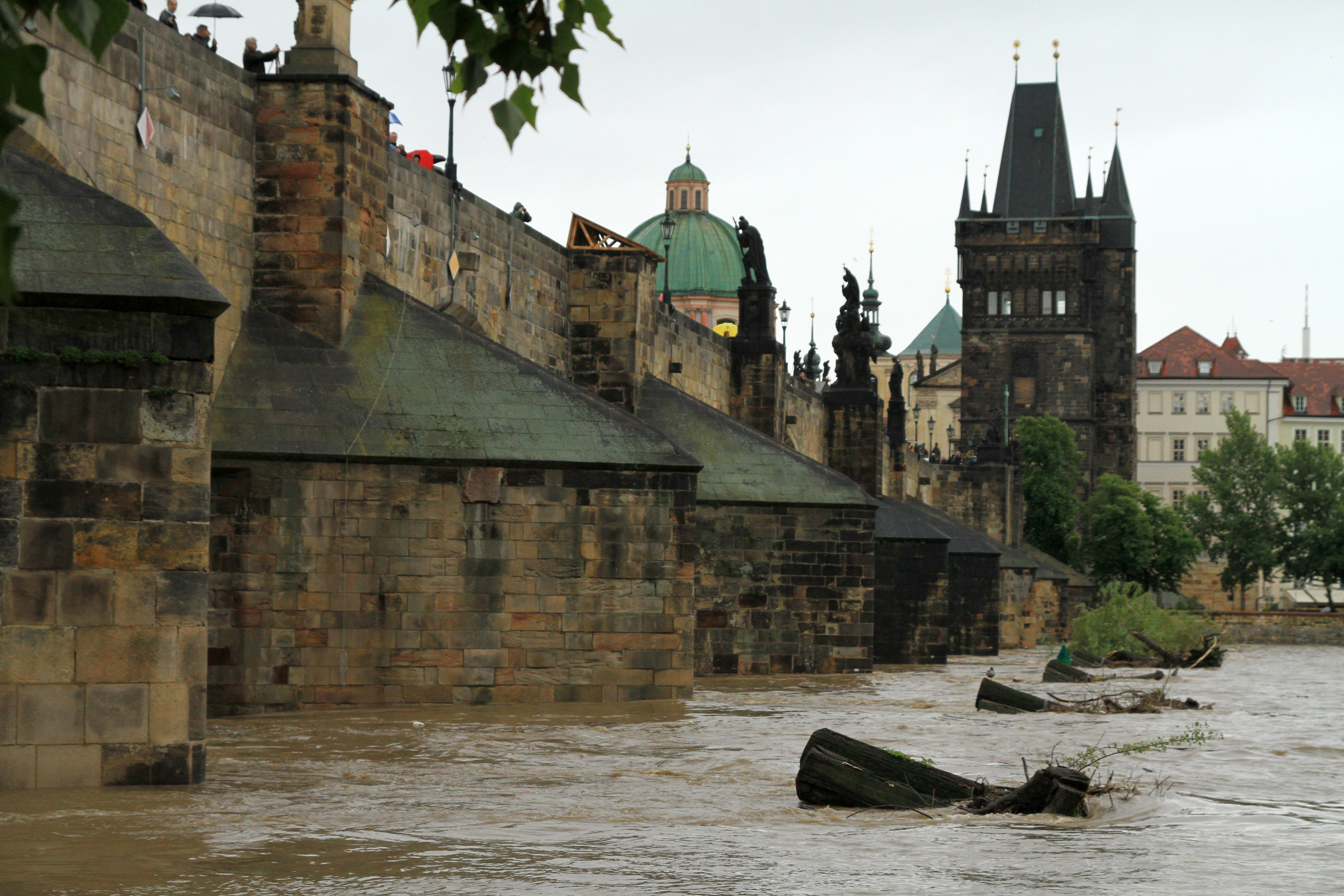
Karlův most v době povodní v roce 2013
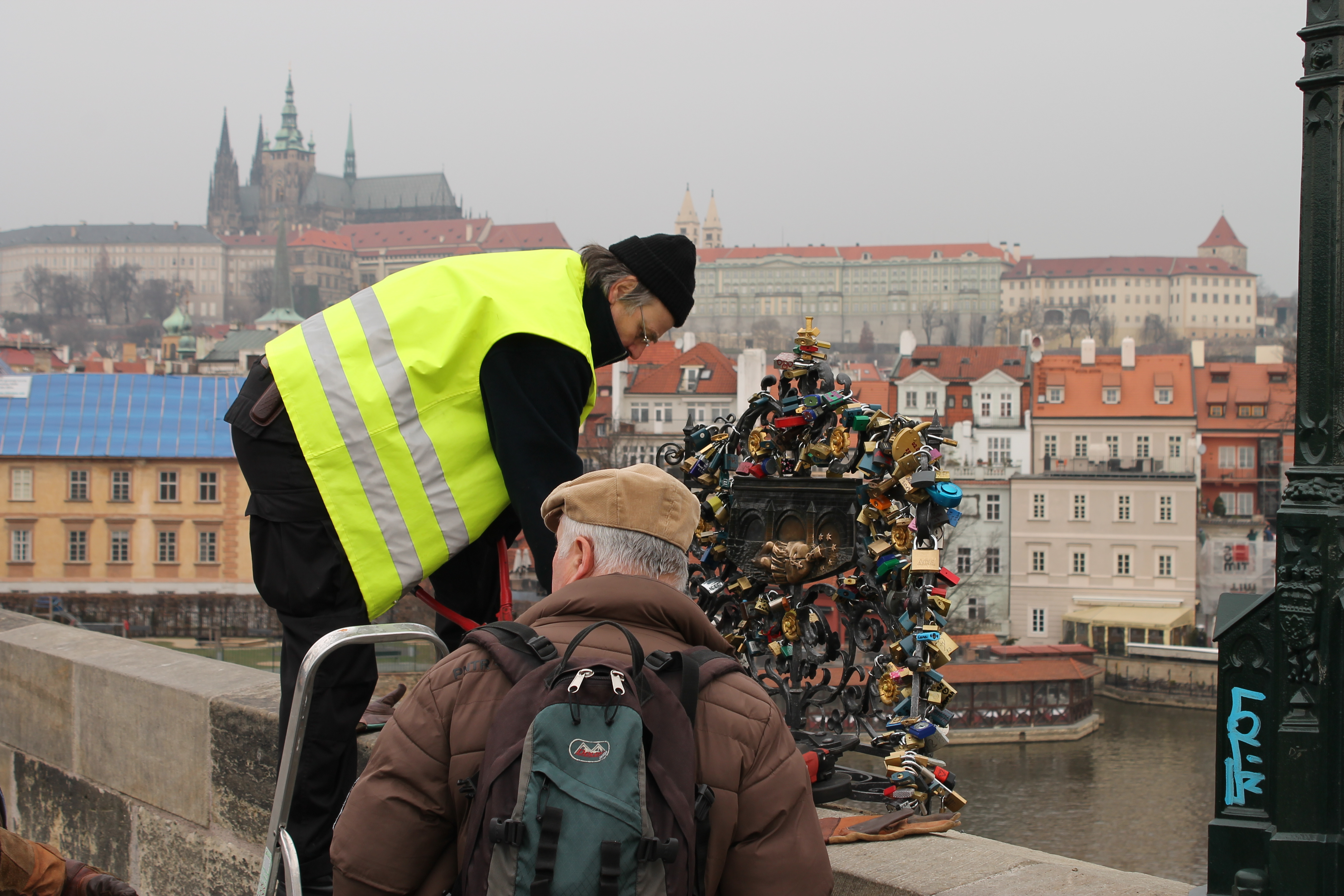
Odstraňování zámků lásky na Karlově mostě

## Doprava na mostě

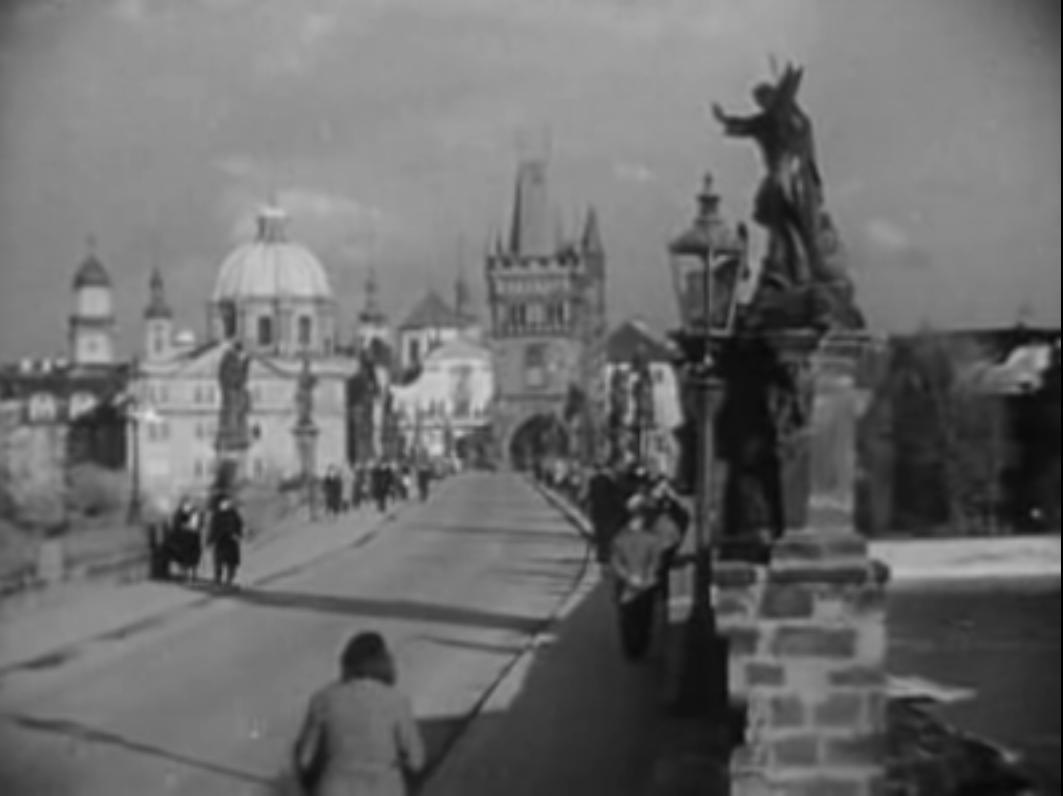
Karlův most pro pěší i auta

V roce 1759 vznikly komplexní předpisy pro provoz na mostě. Bylo nařízeno chodit i jezdit pouze po pravé straně.
Od roku 1883 jezdila po mostě koňka, od roku 1905 pak elektrická tramvaj. Napájení bylo provedeno pomocí kontaktů ve vozovce, s nimiž přicházely do styku ližiny na spodku tramvaje. Tento systém zvolil František Křižík proto, aby trolejové vedení nerušilo umělecký vzhled mostu. K napětí byly připojovány pouze kontakty, které se právě nacházely pod projíždějícím vozem, a to pomocí stykačů, které byly napájeny z baterie vozu přes pomocné ližiny a pomocné kontakty taktéž ve vozovce. Po třech letech se ukázalo, že je provoz stále nespolehlivý a tramvaje mostu škodí, proto byl provoz tramvají v roce 1908 zastaven. Koleje byly z Karlova mostu vyňaty až v červnu 1914. Tramvaje tedy již v roce 1908 vystřídaly autobusy, ale ani ty se neosvědčily. Následujícího roku byl autobusový provoz zrušen a obnovili ho až v roce 1932, kdy už jezdily autobusy na pneumatikách. Veřejná doprava zde fungovala až do druhé světové války. Automobilový provoz skončil v roce 1965 a od té doby most slouží jen pěším.

## Muzeum Karlova mostu
Karlovu mostu je věnována expozice Muzea Karlova mostu v budově kláštera křižovníků s červenou hvězdou na Křižovnickém náměstí. Informuje rovněž o Juditině mostu či středověké stavební huti; její součástí je i velký model rozestavěného Karlova mostu. Tématem další části výstavy je sochařská výzdoba mostu a v té souvislosti zejména Jan Nepomucký, jehož umučené tělo bylo svrženo do Vltavy právě z Karlova mostu.

## Vandalismus
Podle článku z prosince 2018 je celý Karlův most monitorován šestnácti kamerami, z toho 12 míří na vybrané sochy a 4 zabírají památku z mnoha směrů. Videodetekce elektronickým plotem signalizuje narušení na krajské ředitelství policie a na operační středisko městské policie. Na mostě hlídkuje vždy alespoň jeden pracovník ostrahy a čas od času po něm procházejí strážníci městské policie, kteří kontrolují most i s ohledem na žebráky a další závadové osoby. Dohled na mostě má na starosti Sdružení výtvarníků Karlova mostu, která má most v pronájmu. Roman Kotrč z tohoto sdružení však vzhledem k tomu, co se na mostě děje, vyslovil pochybnosti o funkčnosti kamerového systému. Například když měla policie z kamerových záznamů prověřit, kdo poničil berlu svatého Vojtěcha, tak nájemci mostu sdělila: „Pane Kotrči, budeme volat do Vatikánu. Stal se zázrak, na kamerách nic není.“
Občas dochází k poškozování soch. Dav vedený skupinkou žižkovských aktivistů, který 3. listopadu 1918 porazil a zničil mariánský sloup na Staroměstském náměstí, se údajně poté chtěl vydat ke Karlovu mostu, z něhož chtěl sochy naházet do Vltavy. Dle legend to inicioval jakýsi muž, který vykřikl: „Sundejte i sochy z Karlova mostu!“ Nejvíce spadeno měl dav na sochu Jana Nepomuckého. Tomu však zabránili vojáci, kteří po telefonické zprávě Karlův most uzavřeli a hlídali jej až do 6. listopadu 1918. Národní výbor následujícího dne, 4. listopadu 1918, ve vyhlášce napsal: „Národní výbor žaluje, že z historického nepochopení byl v Praze zničen pomník, jenž po stránce umění barokního patřil k nejvzácnějším pomníkům toho druhu… Národní výbor vyslovuje důtklivý příkaz, aby od dalšího násilného ničení pomníků, ať jsou jakéhokoliv druhu a jakékoliv historické tradice, bylo upuštěno.“ Znovu pak davy ohrožovaly sochu sv. Jana Nepomuckého na Karlově mostě na jeho svátek v květnu 1919. Lidová strana v reakci na to přijala rezoluci proti návrhům, aby socha byla odstraněna.
V roce 2018 na originálním sousoší sv. Cyrila a Metoděje někdo ulomil ruku, ze sochy svatého Vojtěcha byla ulomena část berle a na seznamu poškození byla například i svatozář nebo orlice s kartuší. Slovanská děva ze sousoší svatých Cyrila a Metoděje měla mnohokrát rozbitou nohu. V případě jednoho vandala, který do ní bušil kladivem, vyšly najevo jeho „náboženské“ důvody. Nověji byla na tomtéž sousoší utržena ruka, kterou si podle domněnky hlídajícího výtvarníka někdo vzal domů jako suvenýr. Na sousoší s Turkem někdo ulomil ruce trpícího křesťana v jeskyni, schovaného za mříží. Turkova šavle byla údajně ukradena už asi dvacetkrát. Pokus o ukradení žezla s korunkou z této sochy byl neúspěšný. Magistrát i městská policie však koncem roku 2018 tvrdily, že informace o zvýšeném počtu útoků vandalů nemají.
Občas je posprejováno zábradlí mostu nebo vhazovány vložky odpadkových košů do Vltavy. V září 2017 48letý cizinec popsal sochu svatého Františka fixem, za což dostal trestním příkazem půlroční podmínku, tříleté vyhoštění a povinnost nahradit způsobenou škodu 15 tisíc korun.
Opravy soch trvají měsíce, před opravou musí být vytvořena restaurační zpráva a ta musí projít byrokratickým kolečkem, v němž musí být schvalován nejen postup řešení, ale i sochař. Podle Kotrče z hlídajícího Sdružení výtvarníků KM jsou plastiky ve správě Národního památkového ústavu, který vyžaduje stanovisko pro Galerii hlavního města Prahy, která je správcem soch.

## Jiné události
- Uprostřed mostu byl od středověku domek, kde se po podepsání vestfálského míru konala jednání o ukončení švédského obléhání Prahy. Dne 29. listopadu 1648 v něm bylo podepsáno příměří a 7. ledna 1649 konečná mírová smlouva.[35]
- Karlův most bývá také středem mnohých atrakcí nejen pro turisty. Libanonský rodák a parašutista Mark Rahbani most při příležitosti historických slavností Navalis už čtyřikrát podletěl. Naposledy v roce 2017 po skoku z letadla podletěl most rychlostí 129 km/h a pro přihlížející měl připravenou i menší pyrotechnickou show.[36]